# Sierra del Buey (Toledo)
La Sierra del Buey es una alineación montañosa perteneciente al sistema de los Montes de Toledo, situada al sur del municipio de Mora, en la provincia de Toledo, comunidad autónoma de Castilla-La Mancha, España. Cuenta con una extensión aproximada de 10 km de longitud y 3 km de anchura. Sus cotas oscilan entre los 720 m en sus estribaciones, cerca de Mora, y los 966 m en el vértice geodésico conocido como Ojo del Buey, su punto más elevado.

## Medio Físico
La Sierra del Buey presenta una altitud que va desde los 720 m en sus estribaciones, junto al casco urbano de Mora, hasta los 966 m en su punto más alto, conocido como Ojo del Buey. Su relieve se articula en torno a una cresta alargada con dirección noroeste–sureste, cuyos taludes de inclinación moderada y los cauces temporales de pequeños arroyos modelan un paisaje de transición entre la meseta y la cuenca del Tajo. 
Geológicamente, la Sierra del Buey forma parte del núcleo paleozoico de los Montes de Toledo. Sus rocas más antiguas, los metasedimentos (esquistos y grauváquicas), se formaron hace más de 250 millones de años durante la orogenia hercínica, un proceso de plegamiento de la corteza terrestre. Sobre ellos afloran cuarcitas, rocas muy resistentes formadas en el periodo Ordovícico, y también diques y batolitos graníticos, restos de magmas que solidificaron bajo tierra y salieron a la superficie tras la erosión de las capas superiores.

## Flora y Fauna
La vegetación dominante responde al matorral mediterráneo, con masas de encina que alternan con jara y coscoja, junto a parches de pastizal y aromáticas como tomillo y romero. En algunas zonas aparecen ejemplares aislados de enebro.
Entre la fauna, las zonas abiertas y el sotobosque albergan poblaciones de perdiz roja, distintas especies de zorzales y la presencia ocasional de rapaces como el busardo ratonero y el águila calzada. Pequeños mamíferos como el zorro y el conejo encuentran refugio bajo las rocas y en las zonas más escarpadas, completando un ecosistema típico de las sierras bajas de la Meseta Sur.

## Comunicaciones
La Sierra del Buey se sitúa al sureste de Mora, con la que se conecta mediante antiguas vías rurales pertenecientes a la histórica Ruta de Peñas Negras. Este recorrido continúa hacia el Castillo de Peñas Negras, atravesando la Sierra del Morejón y la propia Sierra del Buey. El trazado conserva su valor patrimonial como vestigio de la trashumancia y como corredor paisajístico de los Montes de Toledo. A lo largo de aproximadamente veinte kilómetros, el camino combina pistas de tierra y senderos aptos para peatones y vehículos agrícolas, destacando las formas geomorfológicas características de la zona.